# Горња Краварица
Горња Краварица је насеље у Србији у општини Лучани у Моравичком округу. Према попису из 2022. било је 242 становника.

## Демографија
У насељу Горња Краварица живи 354 пунолетна становника, а просечна старост становништва износи 47,1 година (44,2 код мушкараца и 50,0 код жена). У насељу има 147 домаћинстава, а просечан број чланова по домаћинству је 2,85.
Ово насеље је у потпуности насељено Србима (према попису из 2002. године), а у последња три пописа, примећен је пад у броју становника.
|  |

| Демографија | Демографија | Демографија |
| Година      | Становника  | Становника  |
| ----------- | ----------- | ----------- |
| 1948.       | 1.041       |             |
| 1953.       | 991         |             |
| 1961.       | 864         |             |
| 1971.       | 832         |             |
| 1981.       | 648         |             |
| 1991.       | 515         | 503         |
| 2002.       | 419         | 435         |
| 2011.       | 371         |             |

| Етнички састав према попису из 2002.‍ | Етнички састав према попису из 2002.‍ | Етнички састав према попису из 2002.‍ | Етнички састав према попису из 2002.‍ | Етнички састав према попису из 2002.‍ |
| ------------------------------------ | ------------------------------------ | ------------------------------------ | ------------------------------------ | ------------------------------------ |
|                                      |                                      |                                      |                                      |                                      |
| Срби                                 | Срби                                 |                                      | 419                                  | 100,0%                               |
| непознато                            | непознато                            |                                      | 0                                    | 0,0%                                 |

| Година пописа     | 1948. | 1953. | 1961. | 1971. | 1981. | 1991. | 2002. |
| ----------------- | ----- | ----- | ----- | ----- | ----- | ----- | ----- |
| Број домаћинстава | 171   | 180   | 194   | 194   | 170   | 150   | 147   |

| Број чланова      | 1  | 2  | 3  | 4  | 5  | 6  | 7 | 8 | 9 | 10 и више | Просек |
| ----------------- | -- | -- | -- | -- | -- | -- | - | - | - | --------- | ------ |
| Број домаћинстава | 36 | 48 | 16 | 18 | 13 | 13 | 2 | 0 | 0 | 1         | 2,85   |

| Пол    | Укупно | Неожењен/Неудата | Ожењен/Удата | Удовац/Удовица | Разведен/Разведена | Непознато |
| ------ | ------ | ---------------- | ------------ | -------------- | ------------------ | --------- |
| Мушки  | 177    | 42               | 123          | 9              | 3                  | 0         |
| Женски | 186    | 13               | 121          | 49             | 3                  | 0         |
| УКУПНО | 363    | 55               | 244          | 58             | 6                  | 0         |

| Пол    | Укупно                    | Пољопривреда, лов и шумарство | Рибарство                            | Вађење руде и камена | Прерађивачка индустрија       |
| ------ | ------------------------- | ----------------------------- | ------------------------------------ | -------------------- | ----------------------------- |
| Мушки  | 111                       | 66                            | 0                                    | 0                    | 34                            |
| Женски | 60                        | 43                            | 0                                    | 0                    | 10                            |
| УКУПНО | 171                       | 109                           | 0                                    | 0                    | 44                            |
| Пол    | Производња и снабдевање   | Грађевинарство                | Трговина                             | Хотели и ресторани   | Саобраћај, складиштење и везе |
| Мушки  | 1                         | 0                             | 1                                    | 1                    | 2                             |
| Женски | 0                         | 0                             | 3                                    | 0                    | 0                             |
| УКУПНО | 1                         | 0                             | 4                                    | 1                    | 2                             |
| Пол    | Финансијско посредовање   | Некретнине                    | Државна управа и одбрана             | Образовање           | Здравствени и социјални рад   |
| Мушки  | 0                         | 1                             | 2                                    | 0                    | 1                             |
| Женски | 0                         | 0                             | 0                                    | 1                    | 2                             |
| УКУПНО | 0                         | 1                             | 2                                    | 1                    | 3                             |
| Пол    | Остале услужне активности | Приватна домаћинства          | Екстериторијалне организације и тела | Непознато            | Непознато                     |
| Мушки  | 0                         | 0                             | 0                                    | 2                    | 2                             |
| Женски | 0                         | 0                             | 0                                    | 1                    | 1                             |
| УКУПНО | 0                         | 0                             | 0                                    | 3                    | 3                             |